# Mouwband Kreta
De Mouwband Kreta of Ärmelband Kreta was een actie- en dapperheidsonderscheiding van de Duitse Wehrmacht in de Tweede Wereldoorlog. Het werd door Hitler in 1942 ingesteld, die de verovering van Kreta met als codenaam codenaam: "Unternehmen Merkur" (Nederlands: Operatie Mercurius) op 25 april 1941 had bevolen.

## Criteria
De exacte instellingsdata van onderscheiding is tot vandaag niet bekend, maar zou vermoedelijk 16 oktober 1941 geweest zijn. De opperbevelhebber van de drie Wehrmacht-eenheden kondigde de instelling op een andere manier aan:
- Kriegsmarine: 14 augustus 1942
- Luftwaffe: 29 september 1942
- Heer: 16 oktober 1942

Ook verschilden de teksten, vanwege de diversiteit van de verschillende takken binnen de Wehrmacht.
De voorwaarde voor de verschillende eenheden waren voor:
- Heer : soldaten die op het eiland aankwamen tot 27 mei 1941, evenals degenen die op 19 mei 1941 naar zee gingen en deelnamen aan de zeegevechten op Kreta.
- Kriegsmarine : Alle zeeleden die Kreta bereikten door de lucht of over zee tot 27 mei 1941, evenals de marineleden die op 21 en 22 mei waren. In mei 1941 namen het eerste en tweede transportsquadron deel aan de zeeslagen in Sparta en Milos. Bovendien kunnen de leden van de marine die hebben deelgenomen aan het eerste tanktransport van het vasteland naar Kreta van 26 tot 27 mei 1941 worden overwogen voor de onderscheiding.
- Luftwaffe: De Fallschirmjäger parachutisten of die met een zweefvliegtuig op het eiland beland zijn tussen 20 en 27 mei 1941. De bemanningen van Kampfgeschwader zur besonderen Verwendung die betrokken zijn bij het droppen van parachutisten of die zijn geland op Kreta, en de bemanningen met gevechtsmissies op en boven Kreta of rond de wateren rondom het eiland. Dit omvatten zowel verkenningsvluchten, jager-, bommenwerpers- en duikbommenwerpers missies.

De deadline voor de ceremonie was 31 oktober 1944. Deze deadline was niet voor vermiste personen en krijgsgevangenen. De eigenlijke toekenning van de band vond plaats in het midden van 1943.

## Beschrijving
De mouwband was ongeveer 355 mm bij 36 mm en bestond uit een witte stoffen band. Het opschrift "KRETA" was gemaakt in goudgeel geborduurd zijden kunstborduurwerk. De randen aan de boven- en onderkant van de band waren eveneens van goud en ongeveer 3 mm breed. Aan weerskanten van het woord Kreta staat een goudgele, geborduurde, driebladerige Acanthus plant, waarvan de bladen buitenwaarts gekeerd staan. Het werd geproduceerd door BeVo uit Wuppertal.
De mouwband van Kreta werd op de linker onderarm boven de manchet gedragen.